# Eupterote vialis
Eupterote vialis är en fjärilsart som beskrevs av Moore 1879. Eupterote vialis ingår i släktet Eupterote och familjen Eupterotidae. Inga underarter finns listade i Catalogue of Life.